# Dendropanax filipes
Dendropanax filipes är en araliaväxtart som beskrevs av Britton. Dendropanax filipes ingår i släktet Dendropanax och familjen Araliaceae. Inga underarter finns listade.